# Choreopoem
Un choreopoem è una forma di espressione drammatica che combina poesia, danza, musica e canto. Il termine fu coniato per la prima volta nel 1975 da Ntozake Shange in una descrizione del suo lavoro for colored girls who have considered suicide/when the rainbow is enuf. Il tentativo di Shange di abbandonare la tradizionale forma poetica occidentale e la narrazione la condusse ad una nuova forma d'arte che non contiene elementi o personaggi specifici della trama, ma si concentra invece sulla creazione di una risposta emotiva da parte del pubblico. Nel lavoro della Shange l'ortografia non tradizionale e il vernacolo sono aspetti di questo genere che differiscono dalla letteratura americana tradizionale. Lei sottolinea l'importanza del movimento e della comunicazione non verbale in tutto il choreopoem in modo che sia in grado di funzionare come un pezzo teatrale piuttosto che essere limitato alla poesia o alla danza.
Il "XX Chromosome Genome Project" di S. Ann Johnson è un moderno esempio di choreopoem. Combina poesia, canto e danza per illuminare i punti in comune e le differenze tra donne di varie culture. In questo choreopoem la Johnson scrive di otto donne in cerca di auto-accettazione e liberazione. Queste donne vestite con colori vivaci, che prendono il nome da sapori di cibi, rappresentano culture internazionali in tutto il mondo attraverso la musica, la parola e il movimento.

## Storia
Influenzata dalle donne del Black Arts Movement, basato sul nazionalismo nero che incoraggiava il separatismo nero, e il movimento artistico femminista, che si concentrava sull'uso dell'arte di vari mezzi di comunicazione come atti contro la guerra ed a favore dei diritti civili e omosessuali, la Shange voleva creare un genere che fosse interdisciplinare e permettesse agli artisti di usare tutti i sensi del corpo. Lavorando a stretto contatto con la coreografa Dianne McIntyre, la Shange riuscì ad affrontare le sue esperienze infantili attraverso il movimento. La McIntyre aiutò a coreografare for colored girls con la Shange, poiché volevano trasmettere consapevolezza e comunità attraverso la danza. L'inclusione del movimento e della danza in un choreopoem era per lei tanto essenziale quanto l'aspetto della poesia. Shange scrisse che "con la danza (lei) aveva scoperto il (suo) corpo più intimamente di quanto (lei) avesse immaginato possibile". L'enfasi della Shange sulla danza è il risultato della sua esperienza con la danza africana ed i corsi di movimento e della sua esperienza con Santeria attraverso la danza e musica in relazione alla danza africana.
Nei suoi choreopoem, Shange tende a concentrarsi su "auto-consapevolezza, auto-definizione e solidarietà".
Molti choreopoem sono stati eseguiti con ispirazione culturale afro-americana, ma non erano focalizzati sul separatismo nero. Questi choreopoem erano incentrati sull'insegnamento della cultura e della storia di africani e americani di discendenza africana a tutti gli interessati all'apprendimento. I Choreopoets di Seattle sostenevano questa filosofia. I membri dei Choreopoets comprendevano Mary Stone Hanley che fondò Choreopoets insieme a Gilda Sheppard. Michael Hureaux, uno dei primi membri del consiglio del Red Sky Poetry Theatre, fu parte attiva di Choreopoets. Altri Choreopoets erano Gina Miller, Sabria Rahima, Karen Simms, Giovanna Westward, Akele Ayanna, Reyburn Brown e Calvalita Browning.

## Choreopoem di Ntozake Shange
- for colored girls who have considered suicide/ when the rainbow is enuf (1975)
- A Photograph: Lovers in Motion (1977)
- Boogie Woogie Landscapes (1979)
- Spell #7 (1979)
- Daddy Says (1989)

## Choreopoem di altri autori
- I Am A Black American di Peter Shaffer[15]
- Langston di Tom Krusinski[16]
- "Love Soup" di Tom Krusinski[17]
- XX Chromosome Genome Project di S. Ann Jonhson[18]
- You're All I Need To Get By scritto da Sababu Norris e Dr. James Mumford, coreografato da Nina Butts Ed eseguito dal Hampton University's Department of Speech Communications and Theatre Arts (1985)[19]